# Copa Davis de 1990
A Copa Davis de 1990 foi a 79ª edição da principal competição do tênis masculino. No grupo mundial, 16 equipes disputaram a competição, que terminou no dia 2 de dezembro de 1990. No total, 84 times participaram do torneio. Neste ano, a Alemanha participa de forma unificada, após vários anos.

## Grupo Mundial
| Equipes Participantes | Equipes Participantes | Equipes Participantes | Equipes Participantes |
| Alemanha              | Argentina             | Austrália             | Áustria               |
| Espanha               | Estados Unidos        | França                | Israel                |
| Iugoslávia            | Itália                | México                | Nova Zelândia         |
| Países Baixos         | Suécia                | Suíça                 | Tchecoslováquia       |
| --------------------- | --------------------- | --------------------- | --------------------- |

### Jogos
|  | 1ª fase 2-4 de fevereiro    | 1ª fase 2-4 de fevereiro |                         |   | Quartas-de-finais 30 de março - 2 de abril | Quartas-de-finais 30 de março - 2 de abril |  |  | Semi-finais 21-23 de setembro | Semi-finais 21-23 de setembro |  |  | Final 30 de novembro-2 de dezembro | Final 30 de novembro-2 de dezembro |
|  |                             |                          |                         |   |                                            |                                            |  |  |                               |                               |  |  |                                    |                                    |
|  | Bremen, Alemanha            |                          |                         |   |                                            |                                            |  |  |                               |                               |  |  |                                    |                                    |
|  |                             |                          |                         |   |                                            |                                            |  |  |                               |                               |  |  |                                    |                                    |
|  | Alemanha                    | 3                        |                         |   |                                            |                                            |  |  |                               |                               |  |  |                                    |                                    |
|  | Alemanha                    | 3                        | Buenos Aires, Argentina |   |                                            |                                            |  |  |                               |                               |  |  |                                    |                                    |
|  | Países Baixos               | 2                        |                         |   |                                            |                                            |  |  |                               |                               |  |  |                                    |                                    |
|  | Países Baixos               | 2                        | Alemanha                | 2 |                                            |                                            |  |  |                               |                               |  |  |                                    |                                    |
|  | Buenos Aires, Argentina     |                          | Alemanha                | 2 |                                            |                                            |  |  |                               |                               |  |  |                                    |                                    |
|  |                             | Argentina                | 3                       |   |                                            |                                            |  |  |                               |                               |  |  |                                    |                                    |
|  | Argentina                   | Argentina                | 3                       | 3 |                                            |                                            |  |  |                               |                               |  |  |                                    |                                    |
|  | Argentina                   |                          | Sydney, Austrália       | 3 |                                            |                                            |  |  |                               |                               |  |  |                                    |                                    |
|  | Israel                      | 0                        |                         |   |                                            |                                            |  |  |                               |                               |  |  |                                    |                                    |
|  | Israel                      | 0                        | Argentina               | 0 |                                            |                                            |  |  |                               |                               |  |  |                                    |                                    |
|  | Christchurch, Nova Zelândia |                          | Argentina               | 0 |                                            |                                            |  |  |                               |                               |  |  |                                    |                                    |
|  |                             | Austrália                | 5                       |   |                                            |                                            |  |  |                               |                               |  |  |                                    |                                    |
|  | Iugoslávia                  | Austrália                | 5                       | 2 |                                            |                                            |  |  |                               |                               |  |  |                                    |                                    |
|  | Iugoslávia                  | Brisbane, Austrália      |                         | 2 |                                            |                                            |  |  |                               |                               |  |  |                                    |                                    |
|  | Nova Zelândia               | 3                        |                         |   |                                            |                                            |  |  |                               |                               |  |  |                                    |                                    |
|  | Nova Zelândia               | 3                        | Nova Zelândia           | 2 |                                            |                                            |  |  |                               |                               |  |  |                                    |                                    |
|  | Perth, Austrália            |                          | Nova Zelândia           | 2 |                                            |                                            |  |  |                               |                               |  |  |                                    |                                    |
|  |                             | Austrália                | 3                       |   |                                            |                                            |  |  |                               |                               |  |  |                                    |                                    |
|  | França                      | Austrália                | 3                       | 2 |                                            |                                            |  |  |                               |                               |  |  |                                    |                                    |
|  | França                      |                          | São Petersburgo, EUA    | 2 |                                            |                                            |  |  |                               |                               |  |  |                                    |                                    |
|  | Austrália                   | 3                        |                         |   |                                            |                                            |  |  |                               |                               |  |  |                                    |                                    |
|  | Austrália                   | 3                        | Austrália               | 2 |                                            |                                            |  |  |                               |                               |  |  |                                    |                                    |
|  | Praga, Tchecoslováquia      |                          | Austrália               | 2 |                                            |                                            |  |  |                               |                               |  |  |                                    |                                    |
|  |                             | Estados Unidos           | 3                       |   |                                            |                                            |  |  |                               |                               |  |  |                                    |                                    |
|  | Tchecoslováquia             | Estados Unidos           | 3                       | 5 |                                            |                                            |  |  |                               |                               |  |  |                                    |                                    |
|  | Tchecoslováquia             | Praga, Tchecoslováquia   |                         | 5 |                                            |                                            |  |  |                               |                               |  |  |                                    |                                    |
|  | Suíça                       | 0                        |                         |   |                                            |                                            |  |  |                               |                               |  |  |                                    |                                    |
|  | Suíça                       | 0                        | Tchecoslováquia         | 1 |                                            |                                            |  |  |                               |                               |  |  |                                    |                                    |
|  | Carlsbad, EUA               |                          | Tchecoslováquia         | 1 |                                            |                                            |  |  |                               |                               |  |  |                                    |                                    |
|  |                             | Estados Unidos           | 4                       |   |                                            |                                            |  |  |                               |                               |  |  |                                    |                                    |
|  | Estados Unidos              | Estados Unidos           | 4                       | 4 |                                            |                                            |  |  |                               |                               |  |  |                                    |                                    |
|  | Estados Unidos              |                          | Viena, Áustria          | 4 |                                            |                                            |  |  |                               |                               |  |  |                                    |                                    |
|  | México                      | 0                        |                         |   |                                            |                                            |  |  |                               |                               |  |  |                                    |                                    |
|  | México                      | 0                        | Estados Unidos          | 3 |                                            |                                            |  |  |                               |                               |  |  |                                    |                                    |
|  | Barcelona, Espanha          |                          | Estados Unidos          | 3 |                                            |                                            |  |  |                               |                               |  |  |                                    |                                    |
|  |                             | Áustria                  | 2                       |   |                                            |                                            |  |  |                               |                               |  |  |                                    |                                    |
|  | Espanha                     | Áustria                  | 2                       | 2 |                                            |                                            |  |  |                               |                               |  |  |                                    |                                    |
|  | Espanha                     | Viena, Áustria           |                         | 2 |                                            |                                            |  |  |                               |                               |  |  |                                    |                                    |
|  | Áustria                     | 3                        |                         |   |                                            |                                            |  |  |                               |                               |  |  |                                    |                                    |
|  | Áustria                     | 3                        | Áustria                 | 5 |                                            |                                            |  |  |                               |                               |  |  |                                    |                                    |
|  | Cagliari, Itália            |                          | Áustria                 | 5 |                                            |                                            |  |  |                               |                               |  |  |                                    |                                    |
|  |                             | Itália                   | 0                       |   |                                            |                                            |  |  |                               |                               |  |  |                                    |                                    |
|  | Itália                      | Itália                   | 0                       | 3 |                                            |                                            |  |  |                               |                               |  |  |                                    |                                    |
|  | Itália                      |                          |                         | 3 |                                            |                                            |  |  |                               |                               |  |  |                                    |                                    |
|  | Suécia                      | 2                        |                         |   |                                            |                                            |  |  |                               |                               |  |  |                                    |                                    |
|  | Suécia                      | 2                        |                         |   |                                            |                                            |  |  |                               |                               |  |  |                                    |                                    |

### Final
| Estados Unidos 3 | Suncoast Dome, São Petersburgo, EUA 30 de novembro - 2 de dezembro saibro indoor | Suncoast Dome, São Petersburgo, EUA 30 de novembro - 2 de dezembro saibro indoor | Austrália 2 |      |     |      |     |            |
| \| \| \| \| 1 \| 2 \| 3 \| 4 \| 5 \| \| \| - \| \| ------------------------------------------------ \| --- \| ---- \| --- \| ---- \| --- \| ---------- \| \| 1 \| \| Andre Agassi Richard Fromberg \| 4 6 \| 6 2 \| 4 6 \| 6 2 \| 6 4 \| \| \| 2 \| \| Michael Chang Darren Cahill \| 6 2 \| 7 64 \| 6 0 \| \| \| \| \| 3 \| \| Rick Leach / Jim Pugh Pat Cash / John Fitzgerald \| 6 4 \| 6 2 \| 3 6 \| 7 62 \| \| \| \| 4 \| \| Andre Agassi Darren Cahill \| 6 4 \| 4 6 \| \| \| \| retirou-se \| \| 5 \| \| Michael Chang Richard Fromberg \| 5 7 \| 6 2 \| 3 6 \| \| \| \| |                                                                                  |                                                                                  |             |      |     |      |     |            |
| |                                                                                  |                                                                                  | 1           | 2    | 3   | 4    | 5   |            |
| 1 | Estados Unidos · Austrália                                                       | Andre Agassi Richard Fromberg                                                    | 4 6         | 6 2  | 4 6 | 6 2  | 6 4 |            |
| 2 | Estados Unidos · Austrália                                                       | Michael Chang Darren Cahill                                                      | 6 2         | 7 64 | 6 0 |      |     |            |
| 3 | Estados Unidos · Austrália                                                       | Rick Leach / Jim Pugh Pat Cash / John Fitzgerald                                 | 6 4         | 6 2  | 3 6 | 7 62 |     |            |
| 4 | Estados Unidos · Austrália                                                       | Andre Agassi Darren Cahill                                                       | 6 4         | 4 6  |     |      |     | retirou-se |
| 5 | Estados Unidos · Austrália                                                       | Michael Chang Richard Fromberg                                                   | 5 7         | 6 2  | 3 6 |      |     |            |

### Campeão
| Copa Davis de 1990                |
| --------------------------------- |
| ESTADOS UNIDOS Campeão 29º título |

## Grupos Regionais

### Repescagem
As partidas da repescagem aconteceram entre os dias 21 e 23 de setembro, entre os perdedores da 1ª rodada do Grupo Mundial e os vencedores do Grupo I.
| Local            | Time local      | Placar | Visitante     |
| ---------------- | --------------- | ------ | ------------- |
| Bruxelas         | Bélgica         | 4-1    | Coreia do Sul |
| Ramat Hasharon   | Israel          | 5-0    | China         |
| Toronto          | Canadá          | 3-2    | Países Baixos |
| Moscou           | União Soviética | 1-4    | Espanha       |
| Västerås         | Suécia          | 5-0    | Finlândia     |
| Londres          | Reino Unido     | 0-5    | França        |
| Cidade do México | México          | 5-0    | Uruguai       |
| Split            | Iugoslávia      | 3-2    | Suíça         |

### Zona das Américas
| Grupo I - Brasil - Canadá - Chile - Paraguai - Peru - Uruguai | Grupo II - Bahamas - Barbados - Bolívia - Colômbia - Costa Rica - Cuba - Equador - Guatemala - Haiti - Jamaica - República Dominicana - Trinidad e Tobago - Venezuela |

### Zona da Ásia/Oceania
| Grupo I - China - Coreia do Sul - Filipinas - Índia - Indonésia - Japão | Grupo II - Bahrein - Bangladesh - Hong Kong - Iraque - Jordânia - Kuwait - Malásia - Singapura - Sri Lanka - Síria - Tailândia - Taipé Chinês |

### Zona da Europa/África
| Grupo I - Bélgica - Dinamarca - Finlândia - Gana - Reino Unido - Hungria - Irlanda - Nigéria - Portugal - Romênia - União Soviética | Grupo II/África - Argélia - Camarões - Costa do Marfim - Egito - Quênia - Líbia - Marrocos - Senegal - Togo - Zâmbia - Zimbábue | Grupo II/Europa - Bulgária - Chipre - Grécia - Luxemburgo - Malta - Mónaco - Noruega - Polônia - Turquia |

## Ligações Externas
(em inglês) Site Oficial[ligação inativa]